# Elizabeth Abbott
Elizabeth Louise Abbott (Ottawa, 1942) è una scrittrice e storica canadese.

## Biografia
Elizabeth Louise Abbott ha un dottorato in Storia del XIX secolo ottenuto alla McGill University. Ha scritto numerosi libri e ha contribuito a molte pubblicazioni tra cui The Globe and Mail, Toronto Star, Ottawa Citizen, The Gazette, Quill & Quire, Huffington Post e London Free Press. In passato è stata Decana delle donne per il St. Hilda's College all'Università di Toronto.
È successivamente divenuta una ricercatrice associata senior presso il Trinity College dell'Università di Toronto.

## Opere
- Storia delle altre. Concubine, amanti, mantenute, amiche, trad. di Carmen Covito e Marco Cavalli, Milano, Mondadori, 2006, ISBN 9788804610991
- Storia della castità, trad. di Carmen Covito, Milano, Mondadori, 2008, ISBN 9780684849430